# 라토졸
라토졸(Latosol) 또는 열대 적토는 열대 우림 아래에서 발견되는 토양으로 산화 철과 산화 알루미늄 함량이 비교적 높다. 이들은 일반적으로 옥시졸(USDA 토양 분류) 또는 페랄졸(토양자원 세계기준)로 분류된다. 라토졸은 열대 토양이지만, 모든 열대 지역의 토양이 라토졸은 아니다. 라토졸은 전체적으로 붉은색 또는 황적색을 띠며, 포드졸과 같이 뚜렷한 토양층위가 없다. 붉은색은 토양 내의 산화 철에서 비롯된다. 이들은 깊은 토양으로, 종종 20–30 m 깊이까지 뻗어 있으며, 포드졸은 1–2 m 깊이이다.
이 토양은 일반적으로 숲의 식물과 동물에서 떨어진 얇지만 매우 비옥한 부식토 층을 포함하고 있으며, 그 아래에는 높은 강우량으로 인한 빠른 용탈 때문에 불모의 두 번째 층이 이어진다. 세 번째 층인 풍화된 기반암은 거의 모든 토양 유형에서 공통적으로 발견된다.
라토졸은 비옥도를 유지하기 위해 전적으로 열대 우림에 의존한다. 숲이 벌목되고 부식토 층이 더 이상 보충되지 않으면 모든 영양분이 빠르게 용탈되기 때문이다.

## 같이 보기
- 적색토